# NGC 3428
NGC 3428 est une vaste galaxie spirale barrée relativement éloignée et située dans la constellation du Lion. NGC 3428 a été découverte par l'astronome allemand Albert Marth en 1865. Cette galaxie a aussi été observée par l'astronome britannique Andrew Ainslie Common en 1880 et elle a été inscrite au catalogue NGC sous la désignation NGC 3429.

## Caractéristiques
La classe de luminosité de NGC 3428 est II et elle présente une large raie HI.

### Distance
Sa vitesse par rapport au fond diffus cosmologique est de 8 377 ± 25 km/s, ce qui correspond à une distance de Hubble de 123,6 ± 8,7 Mpc (∼403 millions d'al).
À ce jour, six mesures non basées sur le décalage vers le rouge (redshift) donnent une distance de 118,833 ± 2,927 Mpc (∼388 millions d'al), ce qui est à l'intérieur des valeurs de la distance de Hubble.

### Radiogalaxie
Selon la base de données Simbad, NGC 3428 est une radiogalaxie.

## Supernova
La supernova SN 2010C a été découverte dans NGC 3428 le 10 janvier 2010 par W. Li, S.B. Cenko et A.V Filippenko dans le cadre du programme LOSS (Lick Observatory Supernova Search) de l'observatoire Lick. Le type de cette supernova n'a pas été déterminé.